# Équipe des États-Unis masculine de squash
L'équipe des États-Unis masculine de squash représente les États-Unis dans les compétitions internationales de squash et dirigée par US Squash.

## Équipe actuelle
- Timothy Brownell
- Shahjahan Khan
- Spencer Lovejoy
- Nicolas Spizzirri

## Palmarès
| Année                 | Résultat             | Position             | G                    | P                    |
| --------------------- | -------------------- | -------------------- | -------------------- | -------------------- |
| Melbourne 1967        | Pas de participation | Pas de participation | Pas de participation | Pas de participation |
| Birmingham 1969       | Pas de participation | Pas de participation | Pas de participation | Pas de participation |
| Palmerston North 1971 | Pas de participation | Pas de participation | Pas de participation | Pas de participation |
| Johannesbourg 1973    | Phase de poule       | 5e                   | 0                    | 4                    |
| Birmingham 1976       | Phase de poule       | 9e                   | 1                    | 5                    |
| Toronto 1977          | Phase de poule       | 8e                   | 0                    | 7                    |
| Brisbane 1979         | Phase de poule       | 9e                   | 4                    | 4                    |
| Stockholm 1981        | Quarts de finale     | 7e                   | 3                    | 3                    |
| Auckland 1983         | Phase de poule       | 7e                   | 4                    | 5                    |
| Le Caire 1985         | Phase de poule       | 15e                  | 4                    | 5                    |
| Londres 1987          | Phase de poule       | 19e                  | 3                    | 5                    |
| Singapour 1989        | Phase de poule       | 17e                  | 6                    | 2                    |
| Helsinki 1991         | Phase de poule       | 19e                  | 1                    | 5                    |
| Karachi 1993          | Phase de poule       | 26e                  | 2                    | 2                    |
| Le Caire 1995         | Phase de poule       | 25e                  | 5                    | 1                    |
| Petaling Jaya 1997    | Phase de poule       | 23e                  | 4                    | 2                    |
| Le Caire 1999         | Phase de poule       | 18e                  | 4                    | 1                    |
| Melbourne 2001        | Phase de poule       | 19e                  | 2                    | 4                    |
| Vienne 2003           | Phase de poule       | 20e                  | 3                    | 4                    |
| Islamabad 2005        | Phase de poule       | 13e                  | 4                    | 3                    |
| Chennai 2007          | 1/16e de finale      | 14e                  | 3                    | 4                    |
| Odense 2009           | 1/16e de finale      | 12e                  | 2                    | 4                    |
| Paderborn 2011        | Quarts de finale     | 7e                   | 4                    | 3                    |
| Mulhouse 2013         | 1/16e de finale      | 12e                  | 3                    | 4                    |
| Le Caire 2015         | Annulé               | Annulé               | Annulé               | Annulé               |
| Marseille 2017        | Huitième de finale   | 10e                  | 3                    | 3                    |
| Total                 | 21/24                | 0 titre              | 65                   | 80                   |

,